# Sulfate de fer(II)
Pour les articles homonymes, voir Sulfate de fer.
Le  sulfate de fer(II) ou sulfate ferreux est un sel de fer(II), de formule FeSO4 soit un solide cristallin anhydre, le plus souvent une poudre blanche à température et pression ambiante, composé des anions sulfate et des cations ferreux Fe2+. Ce sulfate ferreux anhydre se présente sous la forme pure de cristaux blancs du système cristallin orthorhombique. Exposé à l'air sec, il peut s'oxyder facilement et se couvre d'un couche ocreuse, jaune ou orangée, de sulfate ferrique et d'oxyde de fer(III), basique .

## Sulfate de fer heptahydrate
Néanmoins, ce corps chimique, soluble dans l'eau froide, s'hydrate, engendrant notamment à terme un autre corps chimique FeSO4· 7 H2O, cristal de maille monoclinique, observable sous forme de prismes d'un blanc bleuté en atmosphère inerte, colorés en vert par des ions Fe3+, fruit de l'oxydation des cations ferreux de sa surface présentée à l'air. Sans protection vis-à-vis de l'air, il cristallise en prismes obliques à base rhombe, de couleur vert émeraude. Ces cristaux ne se dissolvent que dans un 1,4 partie d'eau à la température ordinaire vers 15 °C et dans un tiers de leur poids d'eau à 100 °C. Les solutions de sulfate de fer, par exemple dans l'eau préalablement bouillie, ne doivent être exposées à l'air. L'oxydation du sulfate de fer par l'acide nitrique et par le gaz dichlore est très vive. A contrario, le sulfate de fer réduit aisément les sels d'or, induisant la précipitation de ce dernier métal à l'état pulvérulent.
Le sulfate de fer absorbe le bioxyde d'azote NO2 et se colore en brun, en fixant suivant la température d'opération, une molécule de bioxyde pour trois ou quatre FeSO4. Cette réaction colorée permet de suivre les traces de nitrate dans un liqueur. L'ajout d'acide sulfurique avec des cristaux de vitriol vert entraîne la réaction : la coloration devient rose s'il n'y a que des traces de nitrates, elle est brun foncé en cas d'abondances d'anions nitrates. 
Corps chimique comportant sept équivalents d'eau, connu dans le champ technique depuis des millénaires, les anciens chimistes le dénommaient vitriol vert pour sa teneur en soufre oxydé (vitriol) ou couperose verte pour sa nuance finement colorée inimitable.

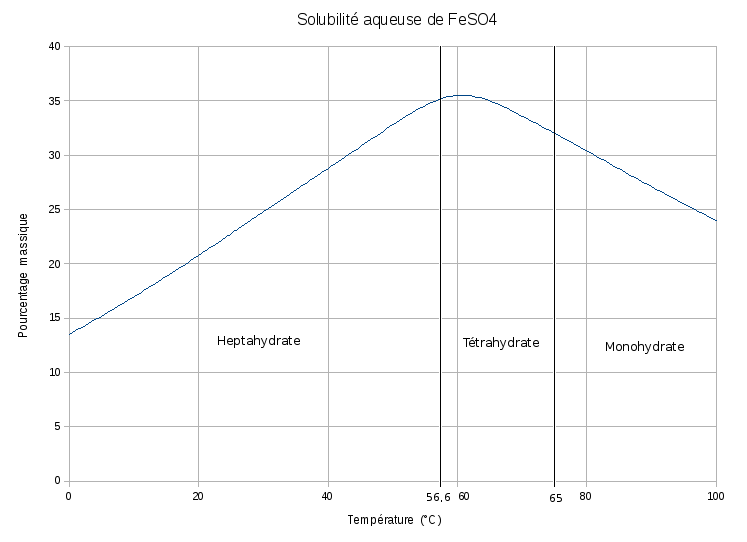
Solubilité aqueuse

## Espèces minérales dans la nature
Il existe divers minéraux naturels de la famille du sulfate ferreux. Le monohydrate du sulfate ferreux FeSO4· H2O est connu sous le nom minéralogique de szomolnokite, il dévoile des cristaux blanc-jaune monocliniques. La teinte jaune ocreuse provient d'une microcouche basique de sulfate ferrique et d'oxydes ferriques, déjà rencontrée.
L'heptahydrate FeSO4· 7 H2O est connu sous le nom minéralogique de mélantérite si la maille cristalline est monoclinique, il possède le plus souvent des cristaux bleu-vert en forme de prismes clinorhombiques. Notez que l'autre corps chimique heptahydrate FeSO4· 7 H2O de structure orthorhombique se nomme la tauriscite.
Outre la mélantérite, on trouve aussi la rozénite FeSO4· 4 H2O, la sidérotile FeSO4· 5 H2O et la ferrohexahydrite FeSO4· 6 H2O.

## Histoire technique
L'encre des moines du Moyen Âge était fabriquée à base de sulfate ferreux hydraté, nommé atrament et de noix de galle ou d'eau concentrée en tanins (encre métallo-gallique). Cette encre dès sa préparation est en réalité violet foncé (mais les anciens moines la qualifiaient bien d'encre noire), elle brunit avec le temps et de petites concrétions de copiapite jaune s'y déposent.
Le sulfate de fer était aussi nommé couperose jusqu'au XIXe siècle. Le terme synonyme, en grec scientifique, est mélantérite. Le naturaliste Buffon constate, à la suite de l'acide nitreux qui dévore le fer : "L'acide vitriolique, même affoibli (sic), dissout aussi le fer avec effervescence et chaleur, et les vapeurs qui s'élèvent de cette dissolution sont très inflammables". La réaction chimique connue des Anciens, explicitée plus tard par la chimie lavoisienne et la dissociation ionique en milieu aqueux proposée par Arrhenius et Van t'Hoff, est la suivante :
Fe (s) + H2SO4 acide sulfurique étendu d'eau → FeSO4 aqueux + H2 gaz
En faisant évaporer la solution aqueuse finale, puis en la laissant refroidir, ajoute Buffon, des cristaux vitrioliques verts, connus sous le nom de couperose, sont obtenus. Il s'agit du cristal FeSO4. 7 H2O.
Le sulfate de fer heptahydraté était aussi nommé vitriol vert ou par extension couperose verte. Sa saveur astringente et métallique, ainsi que son action styptique, est bien connue des anciens chimistes. Il restait le composant principal de l'encre ordinaire. Il servait en outre à fabriquer l'acide sulfurique fumant de Nordhausen et le colcothar ou rouge d'Angleterre. Employé en teinture, il formait autrefois la base de presque toutes les couleurs noires. Au milieu du XIXe siècle, de grandes quantités de cet intermédiaire de la chimie des colorants servaient à la fabrication du bleu de Prusse, ou à la préparation des cuves d'indigo. Employé en liqueur concentrée, il était employé aussi pour désinfecter les fosses d'aisances. 
Il s'obtenait au XIXe siècle par deux voies classiques :
- la dissolution du fer dans l'acide sulfurique étendu. Le tournage ou forage des appareils en fer fournissait de grandes quantité de chûtes, appelées « tournure de fer ». Après l'épuration des huiles et du pétrole, il restait aussi un résidu à base d'acide sulfurique impur et étendu d'eau sale. La dissolution des tournures de fer dans ce mélange acide était concentrée à chaud, jusqu'à ce que la solution abandonne, après refroidissement un précipité de cristaux de sulfate de fer, lavé et séché.
- l'oxydation des pyrites au contact de l'air. Il existait trois sortes de traitement suivant le type de pyrites[17]. 
  - La pyrite, en masse compacte ou en rognons, sans mélange de terre, était d'abord distillée pour capter le soufre, notamment en Allemagne dans des cornues de calcination, avant de laisser des résidus de fonds de cornue. Cette matière désagrégée, à base de sulfures de fer magnétique, mise en tas, absorbaient facilement l'oxygène de l'air humide, se changeant en sulfates de fer hydratés.
  - Des couches alternées de pyrite terreuse et de charbon était disposée en grand tas avec du combustible. La combustion de l'ensemble activait l'oxydation des pyrites. Ce grillage libérait essentiellement de l'acide sulfureux à l'état gazeux, mais dispersait aussi une grande quantité d'acide sulfurique qui finissait par réagir, une fois gardé les amas à l'air humide, avec les éléments métalliques.
  - La pyrite blanche, la plus pure, était entassé en énorme amas, régulièrement arrosés ou mouillés, jusqu'à ce la matière ait pris une teinte grise. Les petits cristaux de pyrite de roches schisteuses, facilement délitables, altérables à l'air, étaient traitées de façon identique : ils donnaient des sulfates.

Au bout de plusieurs mois, si la transformation lente en sulfates apparaît complète, il reste à placer la masse des tas et autres amas dans des citernes de lavage méthodique. La dissolution aqueuse de sels sulfatés à 30° Baumé obtenue est concentrée à 40 ° Baumé par chauffage dans des chaudières en plomb, donnant une liqueur conduite vers les grands vases pour quelques heures de repos et de clarification, avant de les couler vers des cristallisoirs où apparaissent des cristaux impurs, le plus souvent à base de cuivre. Notons que les eaux mères résiduelles sont recyclées pour fabriquer de nouvelles dissolutions à 30° Baumé. De la limaille de fer est brassée avec les cristaux obtenus, ce qui permet de se débarrasser du sulfate de cuivre.
La couperose ou sulfate ferreux heptahydraté du commerce était souvent recouverte d'un fine couche oxydée et ocreuse, à base de sulfate ferrique et d'oxyde ferrique. Pour la purifier, les hommes de l'art la dissolvait dans l'eau, puis faisait bouillir la solution avec du fer en limaille, ce qui régénérait le sulfate ferreux. La cristallisation de la solution finale à 80 °C laissait notamment un sulfate ferrique tétrahydraté.

## Déshydratation, préparations au laboratoire ou dans l'industrie
Mentionnons d'abord la déshydratation progressive de l'heptahydrate de sulfate de fer (II) FeSO4· 7 H2O bleu vert par chauffage à l'abri de l'air, donne en palier de chauffage des corps de plus plus blanc:
- à partir de 64 °C, son point de fusion : FeSO4· 5 H2O vert en perdant deux molécules d'eau ou FeSO4· 4 H2O en perdant trois molécules d'eau.
- à 90 °C FeSO4· H2O en perdant encore trois molécules d'eau.
- et enfin à 300 °C FeSO4 le corps chimique anhydre et blanc.

Chauffé au rouge sombre, le sulfate de fer se décompose en Fe2O3, acide sulfureux et acide sulfurique (en présence d'humidité).  
L'oxydation du sulfure de fer à l'air est la voie classique par grillage :
FeS (s) + 2 O2 gaz de l'air grillage de sulfures → FeSO4 (s)
La dilution du fer, autrefois sous forme de vieille ferraille, dans l'acide sulfurique, dilué et chaud, est une autre méthode de préparation au laboratoire. Du gaz dihydrogène se dégage.
Dans l'industrie, le composé apparaît comme un sous-produit de la préparation du dioxyde de titane. Il s'obtient aussi par la précipitation du cément de cuivre, à partir d'une solution de sulfate de cuivre.

## Utilisations
Le sulfate de fer, le plus commun heptahydrate, est utilisé comme herbicide ou anti-mousses à fortes doses, dans la désinfection et la purification de l'eau par floculation, notamment des anions phosphates. Il est employé pour les teintures et les encres, mais aussi en photographie. Il sert à la fabrication du bleu de Prusse, le grand colorant à base de fer.
Voici quelques usages communs dans les années 1990 :
- coagulant de solutions colloïdales ou floculants (purification des eaux usées dans l'industrie du retraitement)
- anti-mousse
- traitement du bois par imbibition.
- supplément alimentaire ou reconstituant du sang en dose précise.
- prévention de la carence des plantes en fer (chloroses spécifiques) et engrais
- placage au fer
- additif pour purifier les encres
- identification de champignons en mycologie

Ce produit, autrefois présent dans les engrais, était honni des anciens laboureurs pour son effet latent de dénaturation des terres, il est aussi banni par les tenants de l'agriculture biologique. Mais il fait néanmoins partie, sur un autre registre, de la liste des médicaments essentiels de l'Organisation mondiale de la santé (liste mise à jour en avril 2013).

## Toxicologie
Commercialisés sous forme de solutions concentrées (en liquides) ou en poudre, la manipulation de ces produits toxiques à forte concentration doit se faire avec prudence, à l'abri des enfants, puisqu'ils sont évidemment irritants pour les yeux, le système respiratoire, les muqueuses et la peau. Ils imprègnent aussi facilement et durablement, par projection maladroite, les surfaces solides, mur ou murets, terrasses ou balcons.